# Lil Scrappy

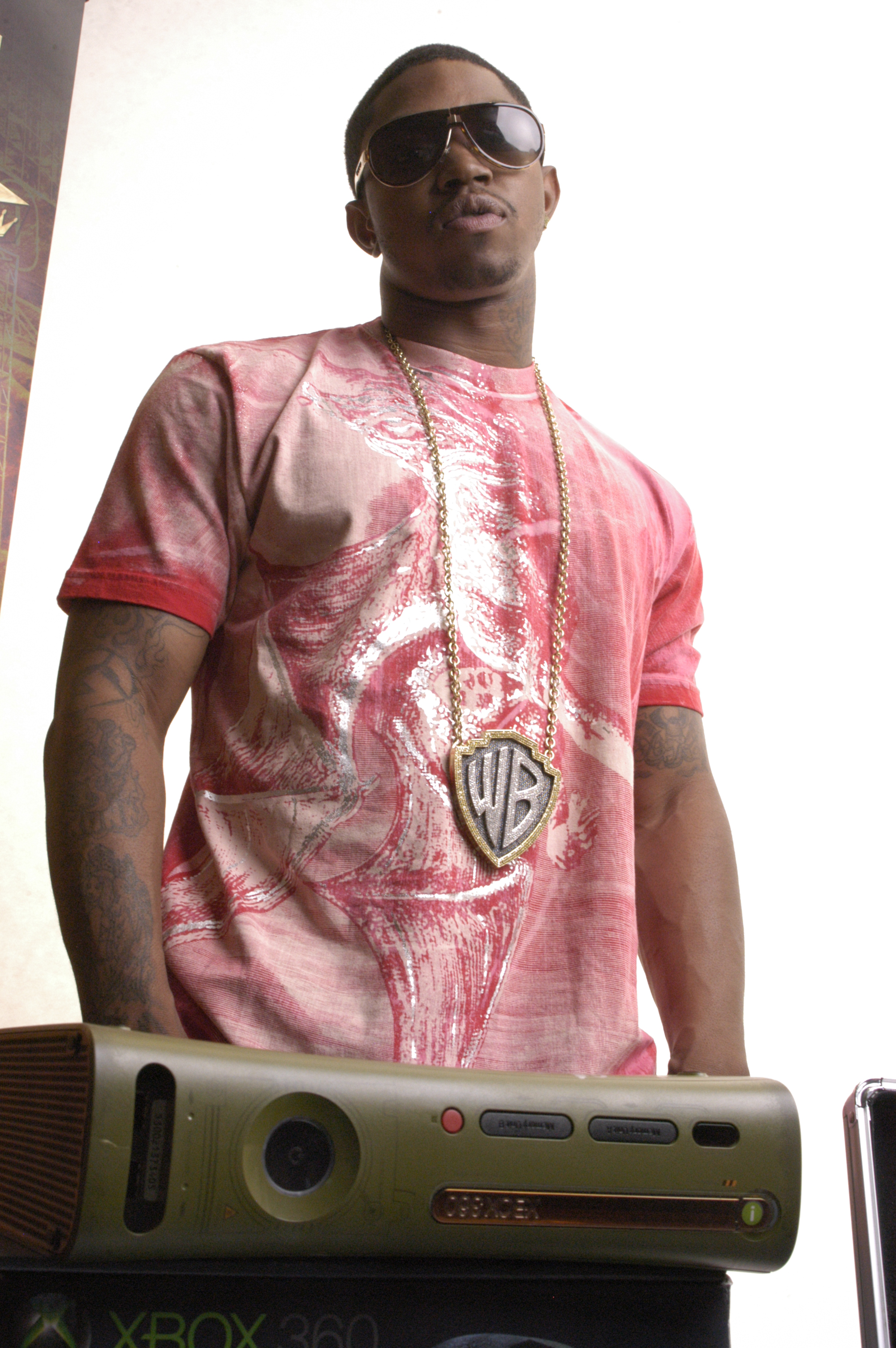
Lil Scrappy (2007)

Lil Scrappy (* 20. Januar 1984 in Atlanta, Georgia; richtiger Name Darryl Kevin Richards II), auch bekannt als Merlo Jonez und The Prince of Crunk, ist ein US-amerikanischer Rapper und steht bei Disturbing tha Peace unter Vertrag.

## Leben
Seine ersten Auftritte hatte Lil Scrappy 2003 an verschiedenen High Schools im Süden der USA. Auf einem dieser Schulkonzerte ist er auch dem BME-Team aufgefallen, als 2000 Schüler und Schülerinnen seinen ersten Hit Head Bussa mitsangen. Daraufhin arrangierte Lil Jon ein Treffen mit Lil Scrappy, um ihn bei BME Recordings unter Vertrag zu nehmen. Somit wurde er einer der ersten Künstler die bei BME Recordings signiert haben. 
Kurze Zeit später war seine erste Single Head Bussa in den Radios der gesamten Region des US-amerikanischen Südens zu hören und erreichte Platz 73 in den Billboard R&B- und Hip-Hop-Charts. Im Februar 2004 veröffentlichte er das Doppelalbum The King of Crunk & BME Recordings Present: Lil Scrappy and Trillville mit seinen Label-Kollegen Trillville. Dank den Erfolgen seiner zweiten Singleauskopplung No Problem (Track zum Film Training-Day) und den Hits Some Cut und Neva Eva von Trillville erreichte das Album Platz 12 in den US-Charts.
2006 hatte Lil Scrappy Zahlreiche Auftritte mit 50 Cent, wodurch die guten Beziehungen mit ihm entstanden. Durch einen Joint-Venture-Deal steht er bei BME und G-Unit unter Vertrag, was sich musikalisch auf sein Debütalbum Bred 2 Die Born 2 Live auswirkte. Die Lieder für das Album wurden im Tourbus während der Anger Management Tour aufgenommen.
2009 unterzeichnete Lil Scrappy einen Vertrag bei Ludacris' DTP (Disturbing Tha Peace) und verlässt somit BME Records. Dadurch wird Scrappys Label G'$ Up ebenfalls bei DTP aufgenommen.
Seit 2010 steht Scrappy in enger Zusammenarbeit mit seinem neuen Partner Rolls Royce Rizzy, der dadurch Mitglied von G’$ Up Entertainment wurde.

## Diskografie

### Studioalben
- 2004: The King of Crunk & BME Recordings Present: Lil Scrappy & Trillville
- 2006: Bred 2 Die Born 2 Live
- 2008: Prince of the South
- 2009: Silence and Secrecy: Black Rag Gang
- 2010: Prince of the South 2
- 2010: Dat’s Her, She Bad

### Mixtapes
- Lil Scrappy & Don Cannon: Full Metal Jacket
- Lil Scrappy & Don Cannon: Expect the Unexpected
- Lil Scrappy & Don Cannon: G-Street
- Lil Scrappy & DJ Drama: G’s Up – Gangsta Grillz Extra
- Lil Scrappy: G’s Up Part Two – Money in the Bank
- Lil Scrappy: Dirty Work13
- Lil Scrappy: Still G’d Up Vol.1 – Hustler’s Union Edition
- Lil Scrappy: The Shape Up!
- Lil Scrappy & DJ Dirty Money: On Point
- Lil Scrappy & DJ Scream: Suicide
- Lil Scrappy & DJ Smallz: Tha Merlo Jonez EP

### Singles
- 2004: Head Bussa (feat. Lil Jon)
- 2004: No Problem
- 2006: Money in the Bank (feat. Young Buck)
- 2006: Gangsta Gangsta (feat. Lil Jon)
- 2006: Oh Yeah (Work) (feat. Sean Paul & E-40)
- 2007: Livin’ in the Projects
- 2007: Be Real
- 2008: Keep It on the Low
- 2008: Neva Eva (feat. Triville)
- 2009: Cell Phone Watch
- 2009: Addicted to Money (feat. Ludacris)
- 2009: Look Like This (feat. Gucci Mane)
- 2009: Feeling Good (feat. Keri Hilson)
- 2009: Thug It to the Bone (feat. Trey Songz)

### Gastbeiträge
- 2004: What U Gon’ Do (Lil Jon feat. Lil Scrappy)
- 2004: Knuck If You Buck (Crime Mob feat. Lil Scrappy)
- 2005: I’m a King (P$C feat. Lil Scrappy)
- 2006: Rock Yo Hips (Crime Mob feat. Lil Scrappy)
- 2008: Whatcha Hood Like (LL Cool J feat. Lil Scrappy)
- 2009: Wishe Washe (Diamond feat. Lil Scrappy)
- 2009: Phone Tag (Diamond feat. Lil Scrappy)
- 2009: Go For That (DMX feat. Lil Scrappy)
- 2010: Everybody Drunk (Ludacris feat. Lil Scrappy)
- 2010: Tiger Woods (RollsRoyceRizzy feat. Lil Scrappy)

## Video-Gastauftritte
- 2003: Ain’t Never Scared (BoneCrusher feat. T.I. und Killer Mike)
- 2003: Get Low (Lil Jon & The Eastside Boyz feat. Ying Yang Twins)
- 2004: Let Me In (Young Buck)
- 2004: 1,2 Step (Ciara)
- 2005: Candy Shop (50 Cent feat. Olivia)
- 2005: Twist It (Olivia feat. Lloyd Banks)
- 2005: And Then What (Young Jeezy feat. Mannie Fresh)
- 2006: Tell Me When to Go (E-40 featuring Keak Da Sneak)
- 2006: I Luv It (Young Jeezy)
- 2007: Rock Yo Hips (Crime Mob feat. Lil Scrappy)
- 2007: Get Buck (Young Buck & PJ)
- 2007: Cirles (Crime Mob)
- 2009: Born an OG (Ace Hood feat. Ludacris)
- 2010: My Chick Bad (Remix) (Ludacris feat. Diamond, Trina und EVE)
- 2010: Superbad (Diamond)